# Wengie
Huáng Wénjié (en chino: 黃文洁; Cantón, 9 de enero de 1986), más conocida como Wengie, es una youtuber y cantante chino-australiana. Hasta marzo de 2020, su canal de YouTube tiene más de 14 millones de suscriptores, lo que la convierte en la youtuber más popular de Australia.

## Carrera

### YouTube
En 2010, Wengie comenzó con su canal de YouTube homónimo, inspirado en su nombre chino, Wenjie. Sus vídeos se centraban en la belleza, la moda y consejos de DIY. A partir de 2016, fue una de las youtubers que más creció en YouTube, con más de 4 millones de suscriptores en tres años. A lo largo de 2018, se centró en vídeos de DIY, bromas y de slime. Obtuvo más de 1 200 millones de visitas en su canal principal, atrayendo a casi 13 millones de suscriptores. Su canal de YouTube fue galardonado como el Mejor canal en los Australian Online Video Awards de 2017. En 2013, Wengie creó un segundo canal llamado WengieVlogs. A partir de noviembre de 2017, WengieVlogs obtuvo 17 millones de suscriptores y 53 millones de visitas. En octubre de 2018, cambió el nombre de su canal a Wendie ft. Wengie.

### Música
Wengie lanzó su primer sencillo, «Baby Believe Me» en China el 13 de julio de 2017. Debutó en el undécimo puesto y alcanzó la sexta posición en las listas de música chinas. Lanzó otra canción en YouTube bajo el canal Wengie Music Asia el 25 de noviembre de 2017, titulada «Oh I Do». A partir del 29 de noviembre de 2017, el vídeo musical tenía más de 9 100 000 vistas.[cita requerida] El 10 de julio de 2018, lanzó la canción «Cake». Este fue su primer sencillo en inglés y fue lanzado en su canal de YouTube Wengie Music. La canción tiene más de 7 700 00 millones de visitas.[cita requerida] El 15 de septiembre de 2018, Wengie lanzó su segundo sencillo en inglés titulado «Deja vu». La canción alcanzó más de 8 millones de visitas a diciembre de 2019.[cita requerida] El 17 de noviembre de 2018, lanzó su primer sencillo navideño «Ugly Christmas Sweater».[cita requerida] El 9 de marzo de 2019, Wengie lanzó su cuarto sencillo en inglés «Lace Up».[cita requerida] El 4 de mayo de 2019, Wengie lanzó el sencillo «Mr. Nice Guy», junto al cantante filipino Iñigo Pascual. El 1 de junio de 2019, Wengie lanzó su sencillo «Talk Talk» con el productor musical y compositor David Amber.[cita requerida] También lanzó su primer sencillo en coreano, «Empire», el 18 de octubre de 2019. Es una colaboración entre Wengie y la cantante tailandesa Minnie, miembro de (G)I-DLE.

## Vida personal
Wengie se mudó a Australia cuando era niña. Actualmente vive en Sídney, Los Ángeles y China. Ha estado comprometida con Max desde el 13 de agosto de 2015, pero rompieron en febrero de 2022.

## Discografía

### Canciones
| Título                                                                            | Año  | Mejor posición | Ventas | Álbum     |
| Título                                                                            | Año  | US World       | Ventas | Álbum     |
| --------------------------------------------------------------------------------- | ---- | -------------- | ------ | --------- |
| «Baby Believe Me»                                                                 | 2017 | –              | N/A    | Sin álbum |
| «Oh I Do»                                                                         | 2017 | –              | N/A    | Sin álbum |
| «Cake»                                                                            | 2018 | –              | N/A    | Sin álbum |
| «Deja vu»                                                                         | 2018 | –              | N/A    | Sin álbum |
| «Ugly Christmas Sweater»                                                          | 2018 | –              | N/A    | Sin álbum |
| «Mr. Nice Guy» (con Iñigo Pascual)                                                | 2019 | –              | N/A    | Sin álbum |
| «Talk Talk» (con David Amber)                                                     | 2019 | –              | N/A    | Sin álbum |
| «Empire» (con Minnie de (G)I-DLE)                                                 | 2019 | 22             | N/A    | Sin álbum |
| «–» indica que el lanzamiento no fue lanzado o no se posicionó en ese territorio. |      |                |        |           |

### Composiciones
| Año  | Álbum     | Canción                         | Letra      | Letra                                           | Música     | Música | Arreglo    | Arreglo |
| Año  | Álbum     | Canción                         | Acreditado | Con                                             | Acreditado | Con    | Acreditado | Con     |
| ---- | --------- | ------------------------------- | ---------- | ----------------------------------------------- | ---------- | ------ | ---------- | ------- |
| 2019 | Sin álbum | «Empire» con Minnie de (G)I-DLE | Sí         | 72, Melanie Fontana, Michel Schulz, Wendy Huang | No         | –      | No         | –       |